# Сулли
Сулли, в верхнем течении Мордовские Сулли — река в России, протекает по Ермекеевскому району Башкортостана. Длина реки составляет 20 км, площадь водосборного бассейна 127 км².
Начинается в открытой местности северо-западнее села Купченеево. Течёт в юго-западном направлении через сёла Новые Сулли и Кушкаран, между ними протекает по окраине дубового леса. Устье реки находится в 3 км по правому берегу реки Ря в селе Рятамак.
В 5 км от устья, по правому берегу реки впадает река Татарские Сулли.

## Данные водного реестра
По данным государственного водного реестра России относится к Камскому бассейновому округу, водохозяйственный участок реки — Ик от истока и до устья, речной подбассейн реки — бассейны притоков Камы до впадения Белой. Речной бассейн реки — Кама.
Код объекта в государственном водном реестре — 10010101312111100027902.